# Mezia
Mezia là một chi thực vật có hoa trong họ Malpighiaceae.

## Hình ảnh

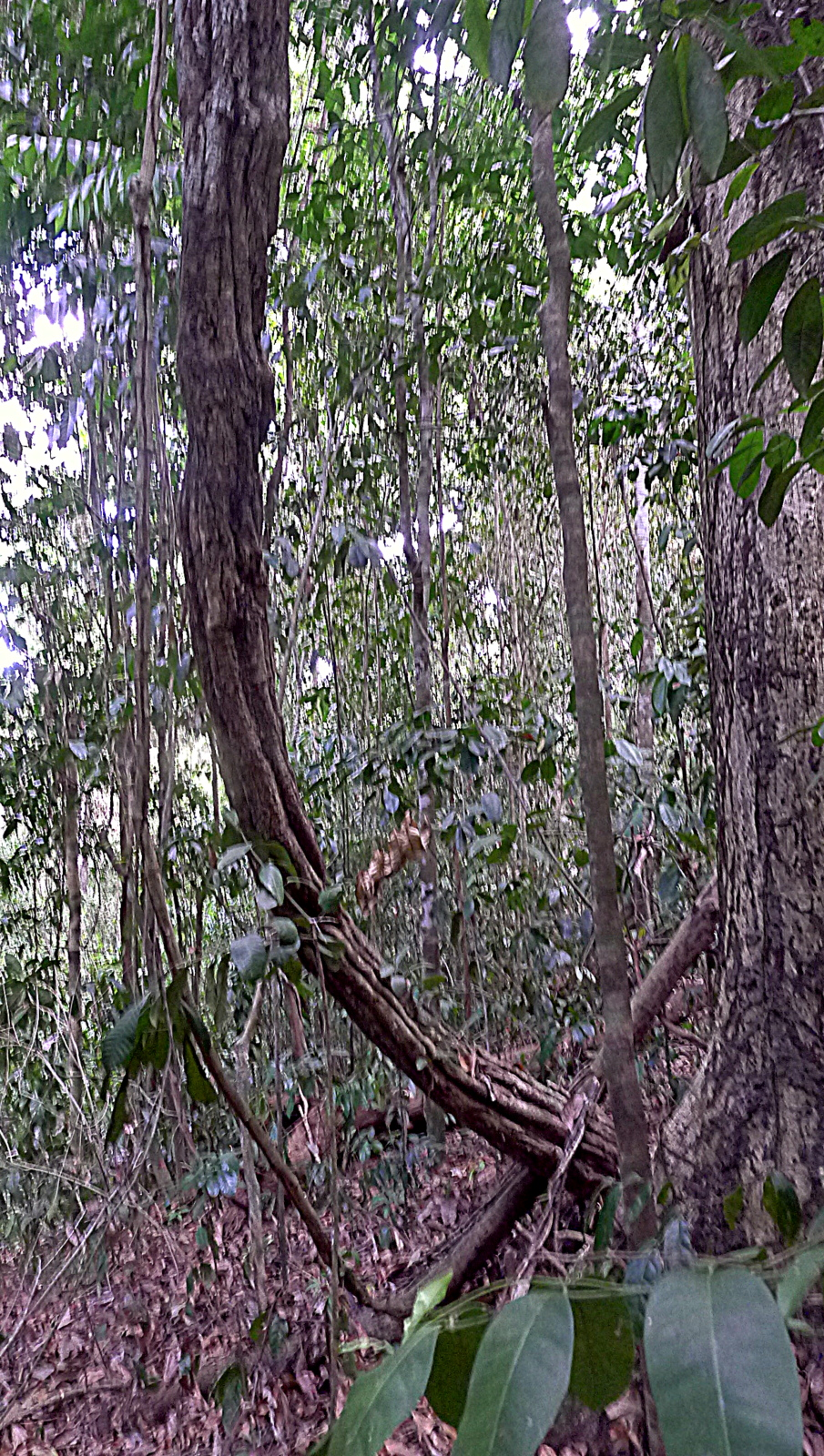
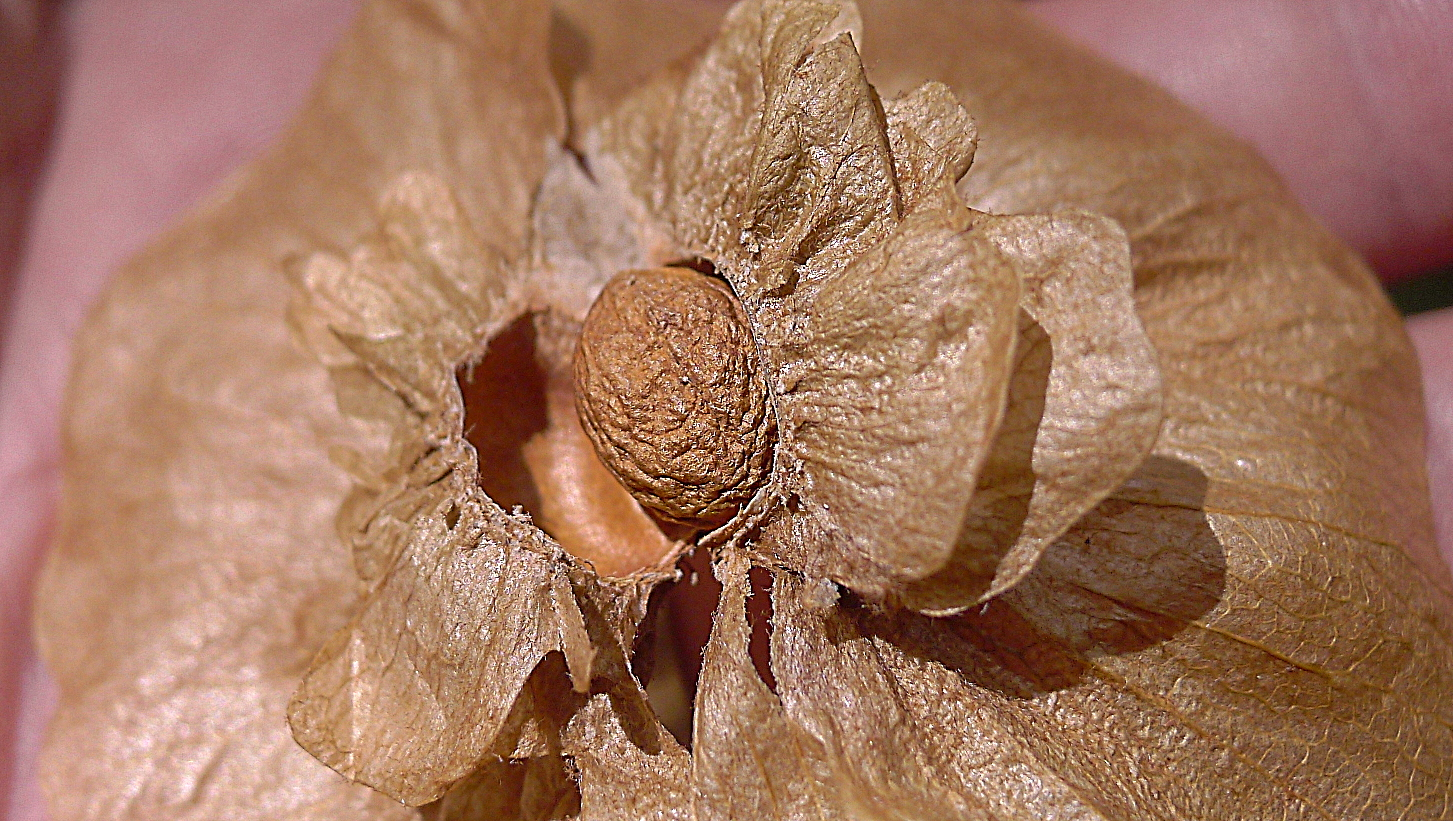
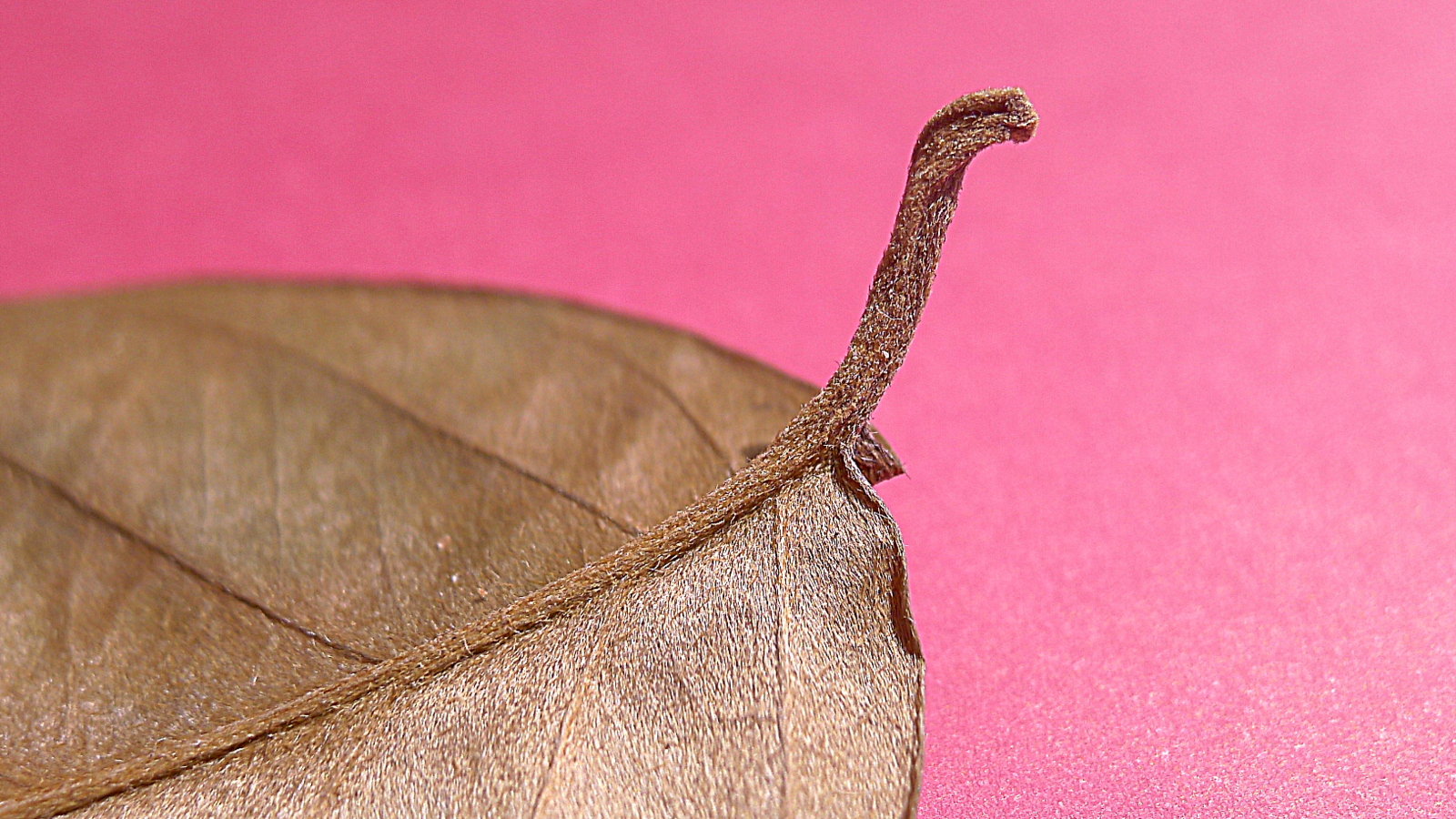
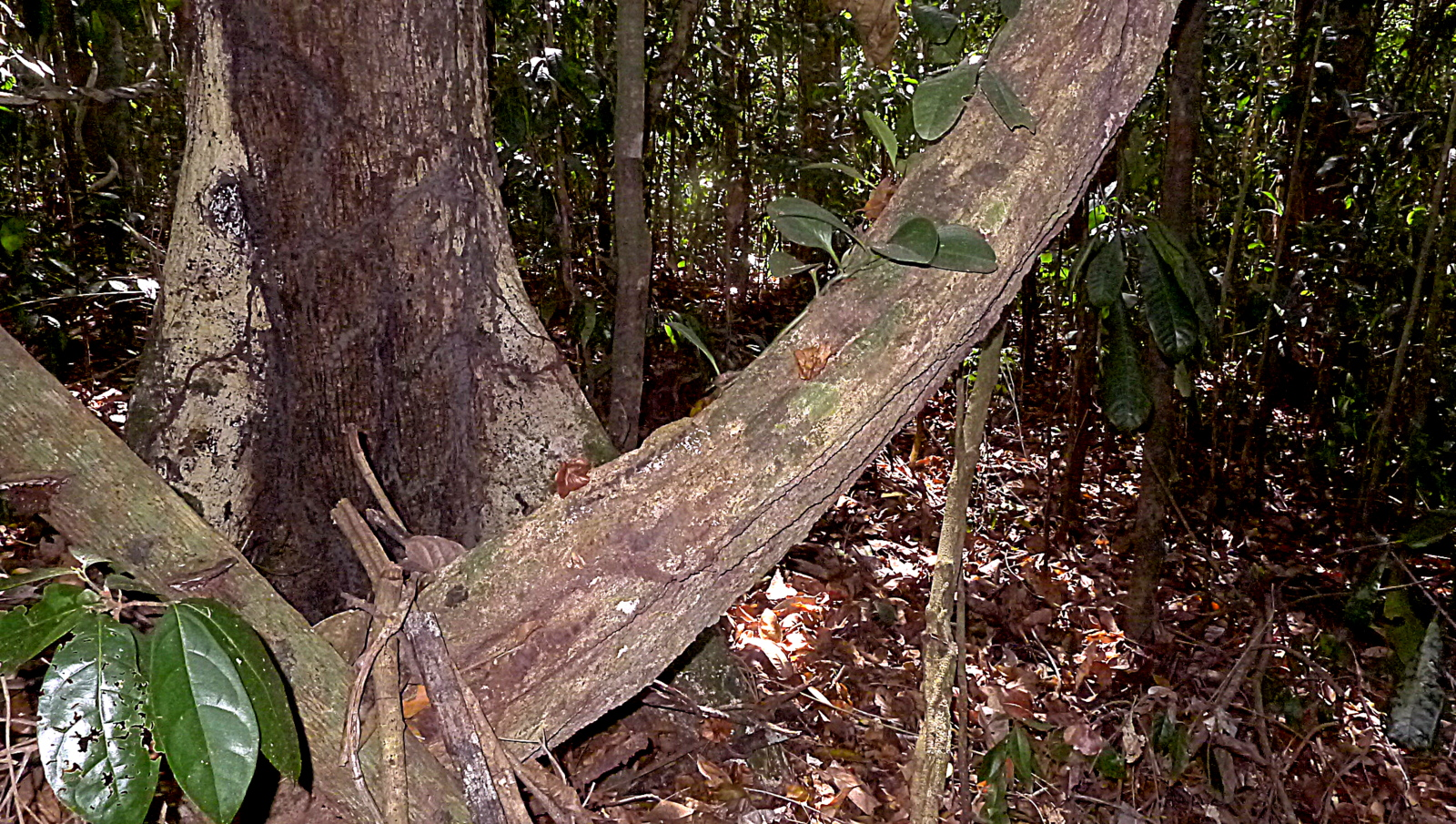

## Loài
Chi Mezia gồm các loài: